# Юркевич, Андрей Иванович
Андре́й Ива́нович Юрке́вич (20 мая 1870 —  25 февраля 1929) — член III Государственной думы от Минской губернии, крестьянин.

## Биография
Православный, крестьянин села Чапличи той же волости Слуцкого уезда.
Окончил народную школу, а затем один год пробыл в Несвижской учительской семинарии.
Занимался земледелием (13 десятин собственной земли и 3 десятины надельной). Одно трехлетие был волостным судьей. Во время русско-японской войны состоял попечителем Красного Креста.
В 1907 году был избран членом III Государственной думы от Минской губернии. Входил во фракцию умеренно-правых, с 3-й сессии — беспартийный, с 4-й сессии — во фракцию правых. С октября 1909 по июнь 1912 года был также товарищем секретаря Крестьянской группы. Состоял членом комиссии по судебным реформам.
Судьба после 1912 года неизвестна. Был женат. Сын: Юркевич Михаил Андреевич (27.10.1903-25.12.1923), похоронен вместе с ним в Слуцке.